# ファンシーブルー
ファンシーブルー(Fancy Blue)は、アイルランドの競走馬。主な勝ち鞍に2020年のディアヌ賞、ナッソーS。

## 戦績
- 特記事項なき場合、本節の出典はRacing Post[1]

2019年9月18日、ネース競馬場でのメイドン競走でドナカ・オブライエンを鞍上にデビューし、1着。1か月後の10月18日カラ競馬場のリステッド競走スタフォーズタウンスタッドステークスも勝って2連勝とし、休養に入る。この休養の間にドナカが引退して調教師に転じ、管理も父のエイダン・オブライエンからドナカに委ねられることとなった。なお、スタフォーズタウンスタッドステークス勝利前後からドナカが半ば管理していたことを、エイダンが示唆している。
3歳となった2020年は、当初は1000ギニーを初戦の目標として調整が進められていたが、新型コロナウイルス感染症の影響で開催日程が大幅に変更。改めて、6月13日に順延開催されたアイリッシュ1000ギニーから始動し、ドナカにとっても調教師としてクラシック競走初挑戦となったレースでは、エイダンが管理するピースフルの2着。続くディアヌ賞はアルファセントーリの妹でコロネーションステークス勝ち馬のアルパインスターの2番手からレースを進め、最後の直線で競り合った末にアルパインスターを短首差退けて優勝。ドナカも調教師として初めてのクラシック競走制覇を果たした。
続いて、イギリスのナッソーステークスに出走。本レースには世界中を転戦し続けるマジックワンドや、6連勝で前走ファルマスステークスを制したナジーフ、前年の同競走優勝馬であり日本から遠征を続けるディアドラなどが揃い、本馬を含むGI勝ち馬4頭が揃うレースとなった。レースでは先頭集団を進み、直線ではワンヴォイスとの叩き合いを短首差で制してGI2連勝。奇しくもレースが行われた7月30日は父ディープインパクトの命日であった。

秋初戦はアイルランドのメイトロンステークスに出走して3着、次走は凱旋門賞デーの牝馬限定G1・オペラ賞に出走予定であった。しかし、凱旋門賞に出走予定であった4頭の出走を取り消した父エイダンと同様に厩舎で使用していたゲイン社の飼料から禁止薬物が検出されたことを受け、最終的に出走を取り消した。その後、脚の故障が発覚し引退。2021年より繁殖牝馬となる。

## 競走成績
以下の内容は、Racing Postの情報および記載法に基づく。
| 出走日     | 競馬場         | 競走名                      | 格 | 距離（馬場）     | 頭数 | 枠番 (Draw) | 馬番 (horse No.) | 着順 | 騎手            | タイム  | 着差      | 勝ち馬/（2着）馬    |
| ---------- | -------------- | --------------------------- | -- | ---------------- | ---- | ----------- | ---------------- | ---- | --------------- | ------- | --------- | ------------------- |
| 2019.09.18 | ネース         | メイドン競走                |    | 芝7f（Gd）       | 15   | 3           | 6                | 1着  | D. オブライエン | 1:29.18 | 1/2馬身   | （Chasing the Dawn) |
| 0000.10.13 | カラ           | スタフォーズタウンスタッドS | L  | 芝1m（Sft）      | 7    | 5           | 4                | 1着  | S. ヘファーナン | 1:53.09 | アタマ    | （A New Dawn）      |
| 2020.06.13 | カラ           | 愛1000ギニー                | G1 | 芝1m（GF）       | 11   | 14          | 5                | 2着  | D. マクドノー   |         | （2馬身） | Peaceful            |
| 0000.07.05 | シャンティイ   | ディアヌ賞                  | G1 | 芝1m2f110y（GS） | 11   | 7           | 7                | 1着  | P-C. ブドー     | 2:05.46 | 短首      | （Alpine Star）     |
| 0000.07.30 | グッドウッド   | ナッソーステークス          | G1 | 芝1m1f197y（Gd） | 7    | 3           | 6                | 1着  | R. ムーア       | 2:04.99 | 短首      | （One Voice）       |
| 0000.09.12 | レパーズタウン | メイトロンステークス        | G1 | 芝1m(Gd)         | 11   | 5           | 5                | 3着  | R.ムーア        | 1:39.77 | 1馬身1/2  | Champers Elysees    |

- 馬場状態： GF=Good to Firm, Gd=Good, GS=Good to Soft, Sft=Soft

## 血統表
| ファンシーブルーの血統                    | ファンシーブルーの血統                                                                | ファンシーブルーの血統                                                                | （血統表の出典）                                                                      | （血統表の出典） |
| 父系                                      | ヘイロー系                                                                            | ヘイロー系                                                                            | ヘイロー系                                                                            | [ § 2 ]          |
| 父 ディープインパクト 2002 鹿毛 日本      | 父の父*サンデーサイレンス 1986 青鹿毛                                                 | Halo                                                                                  | Hail to Reason                                                                        | Hail to Reason   |
| 父 ディープインパクト 2002 鹿毛 日本      | 父の父*サンデーサイレンス 1986 青鹿毛                                                 | Halo                                                                                  | Cosmah                                                                                |                  |
| 父 ディープインパクト 2002 鹿毛 日本      | 父の父*サンデーサイレンス 1986 青鹿毛                                                 | Wishing Well                                                                          | Understanding                                                                         | Understanding    |
| 父 ディープインパクト 2002 鹿毛 日本      | 父の父*サンデーサイレンス 1986 青鹿毛                                                 | Wishing Well                                                                          | Mountain Flower                                                                       |                  |
| 父 ディープインパクト 2002 鹿毛 日本      | 父の母*ウインドインハーヘア 1991 鹿毛                                                 | Alzao                                                                                 | Lyphard                                                                               | Lyphard          |
| 父 ディープインパクト 2002 鹿毛 日本      | 父の母*ウインドインハーヘア 1991 鹿毛                                                 | Alzao                                                                                 | Lady Rebecca                                                                          |                  |
| 父 ディープインパクト 2002 鹿毛 日本      | 父の母*ウインドインハーヘア 1991 鹿毛                                                 | Burghclere                                                                            | Busted                                                                                | Busted           |
| 父 ディープインパクト 2002 鹿毛 日本      | 父の母*ウインドインハーヘア 1991 鹿毛                                                 | Burghclere                                                                            | Highclere                                                                             |                  |
| 母 *チェンチコヴァ 2003 鹿毛 アイルランド | 母の父Sadler's Wells 1981 鹿毛                                                        | Northren Dancer                                                                       | Nearctic                                                                              | Nearctic         |
| 母 *チェンチコヴァ 2003 鹿毛 アイルランド | 母の父Sadler's Wells 1981 鹿毛                                                        | Northren Dancer                                                                       | Natalma                                                                               |                  |
| 母 *チェンチコヴァ 2003 鹿毛 アイルランド | 母の父Sadler's Wells 1981 鹿毛                                                        | Fairy Bridge                                                                          | Bold Reason                                                                           | Bold Reason      |
| 母 *チェンチコヴァ 2003 鹿毛 アイルランド | 母の父Sadler's Wells 1981 鹿毛                                                        | Fairy Bridge                                                                          | Special                                                                               |                  |
| 母 *チェンチコヴァ 2003 鹿毛 アイルランド | 母の母Kasora 1993 鹿毛                                                                | Darshaan                                                                              | Shirley Heights                                                                       | Shirley Heights  |
| 母 *チェンチコヴァ 2003 鹿毛 アイルランド | 母の母Kasora 1993 鹿毛                                                                | Darshaan                                                                              | Delsy                                                                                 |                  |
| 母 *チェンチコヴァ 2003 鹿毛 アイルランド | 母の母Kasora 1993 鹿毛                                                                | Kozana                                                                                | Kris                                                                                  | Kris             |
| 母 *チェンチコヴァ 2003 鹿毛 アイルランド | 母の母Kasora 1993 鹿毛                                                                | Kozana                                                                                | Koblenza                                                                              |                  |
| 母系(F-No.)                               | チェンチコヴァ(IRE)系(FN:1-n)                                                         | チェンチコヴァ(IRE)系(FN:1-n)                                                         | チェンチコヴァ(IRE)系(FN:1-n)                                                         | [ § 3 ]          |
| 5代内の近親交配                           | Northern Dancer 5 × 3 = 15.63%、Hail to Reason 4 × 5 = 9.38%、Almahmoud 5 × 5 = 6.25% | Northern Dancer 5 × 3 = 15.63%、Hail to Reason 4 × 5 = 9.38%、Almahmoud 5 × 5 = 6.25% | Northern Dancer 5 × 3 = 15.63%、Hail to Reason 4 × 5 = 9.38%、Almahmoud 5 × 5 = 6.25% | [ § 4 ]          |
| 出典                                      | 1. 2. 3. 4.                                                                           | 1. 2. 3. 4.                                                                           | 1. 2. 3. 4.                                                                           | 1. 2. 3. 4.      |

- 母チェンチコヴァの全兄にハイシャパラル[17]。